# Châtonnaye
Châtonnaye är en ort och kommun i distriktet Glâne i kantonen Fribourg, Schweiz. Kommunen hade 865 invånare (2023).